# Âmes en stock
Pour plus de détails, voir Fiche technique et Distribution.
Âmes en stock (Cold Souls) est une comédie noire américaine réalisée par Sophie Barthes en 2009.

## Synopsis
Paul Giamatti (dans son propre rôle) est torturé par le doute alors qu'il commence les répétitions pour la pièces Oncle Vania. Il découvre la Banque des âmes, qui se propose de soulager les patients de leurs tourments en procédant à l'ablation de leur âme. Paul accepte l'opération et se retrouve pris dans une chaîne d'événements inattendus.

## Fiche technique
- Titre : Âmes en stock
- Titre original : Cold Souls
- Réalisation et scénario : Sophie Barthes
- Sociétés de production :  Samuel Goldwyn Films, Two Lane Pictures, Winner Arts
- Pays  :  États-Unis
- Format : couleur - 1,85:1 - 35 mm - Son Dolby Digital
- Genre : Comédie noire et science-fiction
- Durée : 101 minutes
- Date de sortie : 
  - France : 7 septembre 2009 au Festival des films américains de Deauville

## Distribution
- Paul Giamatti : Paul Giamatti
- Armand Schultz : Astrov
- Dina Korzun : Nina
- Emily Watson :  Claire
- David Strathairn : Dr. Flintstein
- Lauren Ambrose : Stephanie
- Katheryn Winnick : Sveta
- Michael Tucker : le directeur du théâtre